# Herpetario
Un herpetario (del griego ἑρπετόν herpetón, 'reptil') es una instalación destinada a cría y exhibición de reptiles y anfibios, normalmente en terrarios o en vivarios en zoológicos o en instituciones de investigación, públicas o privadas, para estudiantes o para egresados que requieren capacitación o actualización en su desempeño profesional, o bien de laboratorios farmacéuticos. Si en el herpetario existe una sección dedicada a serpientes se trata de un serpentario u ofidiario. De serpientes se suele extraer veneno para investigaciones médicas.